# Циклический многогранник
Циклический многогранник — выпуклый многогранник, вершины которого лежат на кривой {\displaystyle t\mapsto (t,t^{2},\dots ,t^{d})} в {\displaystyle \mathbb {R} ^{d}}.

## Конструкция
Пусть
{\displaystyle \mathbf {x} (t)=(t,t^{2},\dots ,t^{d})\in \mathbb {R} ^{d}}
и {\displaystyle t_{1}<t_{2}<\dots <t_{n}}.
Выпуклая оболочка {\displaystyle n} точек
{\displaystyle \mathbf {x} (t_{1}),\mathbf {x} (t_{2}),\ldots ,\mathbf {x} (t_{n})}
называется {\displaystyle d}-мерным циклическим многогранником с {\displaystyle n} вершинами и далее обозначается {\displaystyle C(n,d)}.

## Свойства
- Критерий Гейла: Пусть {\displaystyle T=\{t_{1},t_{2},\dots ,t_{n}\}}, и {\displaystyle T_{d}\subset T} — подмножество из {\displaystyle d} элементов. Гипергрань в {\displaystyle C(n,d)} соответствует {\displaystyle T_{d}} тогда и только тогда, когда между любыми двумя соседними числами в {\displaystyle T_{d}} лежит чётное число чисел из {\displaystyle T}.
- Любые {\displaystyle \lfloor {\tfrac {d}{2}}\rfloor } вершин в {\displaystyle C(n,d)} образуют грань.
  - В частности, любые две вершины 4-мерного циклического многогранника соединены ребром.
- Число {\displaystyle i}-мерных граней в {\displaystyle C(n,d)} при {\displaystyle 0\leq i<\lfloor {\frac {d}{2}}\rfloor } равно {\displaystyle {\binom {n}{i+1}}}.
  - Используя тождества Дена — Сомервиля, можно найти число граней старших размерностей.
  - Для любого {\displaystyle k} среди всех {\displaystyle d}-мерных многогранников с {\displaystyle n} вершинами циклические многогранники имеют максимальное число {\displaystyle k}-мерных граней.